# 고순시국
고순시국(古淳是國)은 삼한시대의 부족국가 중 하나로 변한의 일부이다. 위치는 경상남도의 낙동강 일대로 추정된다.